# Jamai
Jamai è una suddivisione dell'India, classificata come municipality, di 22.426 abitanti, situata nel distretto di Chhindwara, nello stato federato del Madhya Pradesh. In base al numero di abitanti la città rientra nella classe III (da 20.000 a 49.999 persone).

## Geografia fisica
La città è situata a 22° 11' 60 N e 78° 34' 60 E e ha un'altitudine di 747 m s.l.m..

## Società

### Evoluzione demografica
Al censimento del 2001 la popolazione di Jamai assommava a 22.426 persone, delle quali 11.587 maschi e 10.839 femmine. I bambini di età inferiore o uguale ai sei anni assommavano a 2.404, dei quali 1.248 maschi e 1.156 femmine. Infine, coloro che erano in grado di saper almeno leggere e scrivere erano 17.026, dei quali 9.507 maschi e 7.519 femmine.